# نويندوف-ساكسين بانده
نويندوف-ساكسين بانده (بالألمانية: Neuendorf-Sachsenbande) هي بلدية تقع في مقاطعة شتاينبورق في شلسفيغ هولشتاين، ألمانيا. وتتميز باحتواءها على أخفض موطئ قدم في ألمانيا، والذي يبلغ انخفاضه بـ3.54 متر تحت مستوى سطح البحر.